# 帕斯卡尔·马尔蒂诺-拉加德
帕斯卡尔·马尔蒂诺-拉加德（法語：Pascal Martinot-Lagarde，1991年9月22日—）是一名专长于短距离跨栏的法国田径运动员。
他的父亲是法国人，母亲是科特迪瓦人，他曾于2014年打破男子110米栏的全国纪录。他也曾在2019年世界田径锦标赛上获得男子110栏项目的铜牌。